# Phoenix rupicola
Espèce
Classification phylogénétique
Statut de conservation UICN

 NT  : Quasi menacé
Phoenix rupicola est une espèce de plantes du genre Phoenix et de la famille des Arecaceae (encore appelée Palmae).

## Répartition
Originaire des contreforts himalayens.

## Ecologie
Supporte des minimas de -4°C